# Фатай Аїнла
Фатай Аїнла-Адекунле (англ. Fatai Ayinla-Adekunle; 6 травня 1939) — нігерійський боксер-важковаговик. Чемпіон Всеафриканських ігор та Ігор Співдружності. Бронзовий призер чемпіонату світу з боксу (1974).

## Біографія
Народився 6 травня 1939 року в місті Ібадан, штат Ойо, Нігерія.
Двічі, у 1968 та 1972 роках брав участь в Олімпійських іграх, проте призових місць не посів.
На чемпіонаті світу з боксу у 1974 році в Гавані здобув бронзову медаль.
На Всеафриканських іграх 1973 року в Лагосі виборов золоту медаль.
Триразовий учасник Ігор Британської Співдружності: у 1970 році став чемпіоном, у 1966 та 1974 роках здобував срібні медалі.